# Niquelândia
Niquelândia is een gemeente in de Braziliaanse deelstaat Goiás. De gemeente telt 39.803 inwoners (schatting 2009).

## Aangrenzende gemeenten
De gemeente grenst aan Água Fria de Goiás, Alto Paraíso de Goiás, Barro Alto, Campinaçu, Colinas do Sul, Mimoso de Goiás, Santa Rita do Novo Destino, São João d'Aliança, Uruaçu en Vila Propício.